# Минор (линейная алгебра)
Минор в линейной алгебре — определитель некоторой меньшей квадратной матрицы {\displaystyle B}, вырезанной из заданной матрицы {\displaystyle A} путём удаления одной или нескольких её строк и столбцов. Порядок матрицы {\displaystyle B} называется порядком этого минора. Если на диагонали матрицы {\displaystyle B} расположены только диагональные элементы матрицы {\displaystyle A}, то минор называется главным.
Дополнительный минор элемента матрицы {\displaystyle n}-го порядка есть определитель порядка {\displaystyle n-1}, соответствующий матрице, которая получается из матрицы путём вычёркивания {\displaystyle i}-й строки и {\displaystyle j}-го столбца. Например, для матрицы:
{\displaystyle M={\begin{pmatrix}\,\,\,1&4&7\\\,\,\,3&0&5\\-1&9&\!11\\\end{pmatrix}}}
дополнительный минор второго порядка {\displaystyle {\bar {M}}_{3}^{2}} получается путём вычёркивания второй строки и третьего столбца:
{\displaystyle {\begin{vmatrix}\,\,1&4&\Box \,\\\,\Box &\Box &\Box \,\\-1&9&\Box \,\\\end{vmatrix}}} {\displaystyle \longrightarrow } {\displaystyle {\begin{vmatrix}\,\,\,1&4\,\\-1&9\,\\\end{vmatrix}}=1\cdot 9-4\cdot (-1)=13}
Определитель {\displaystyle n\times n}-матрицы {\displaystyle M=(a_{ij})} может быть определён через дополнительные миноры к элементам:
{\displaystyle |M|=\sum _{j=1}^{n}(-1)^{1+j}a_{1j}{\bar {M}}_{j}^{1}},
где {\displaystyle {\bar {M}}_{j}^{1}} — дополнительный минор к элементу {\displaystyle \ a_{1j}}.
Базисным минором матрицы называется любой её ненулевой минор максимального порядка. Для того чтобы минор был базисным, необходимо и достаточно, чтобы все окаймляющие его миноры (то есть содержащие его миноры на единицу большего порядка) были равны нулю. Система строк (столбцов) матрицы, связанных с базисным минором, является максимальной линейно независимой подсистемой системы всех строк (столбцов) матрицы.